# روي ماك (مخرج)
روي ماك (بالإنجليزية: Roy Mack)‏ هو مخرج أمريكي، ولد في 14 ديسمبر 1889 في نيو برونزويك في الولايات المتحدة، وتوفي في 16 يناير 1962 في لوس أنجلوس في الولايات المتحدة.

## وصلات خارجية
- روي ماك على موقع IMDb (الإنجليزية)
- روي ماك على موقع ألو سيني (الفرنسية)
- روي ماك على موقع أول موفي (الإنجليزية)
- روي ماك على موقع قاعدة بيانات الفيلم (الإنجليزية)
- روي ماك على موقع كينوبويسك (الروسية)